# Guttpettern
Guttpettern, 1938 bis 1945: Gutpetern, litauisch Gudpetriai, ist ein verlassener Ort im Rajon Krasnosnamensk der russischen Oblast Kaliningrad.
Die Ortsstelle befindet sich an der Grenze zu Litauen vier Kilometer nordöstlich von Pobedino (Schillehnen/Schillfelde) an der Scheschuppe.

## Geschichte

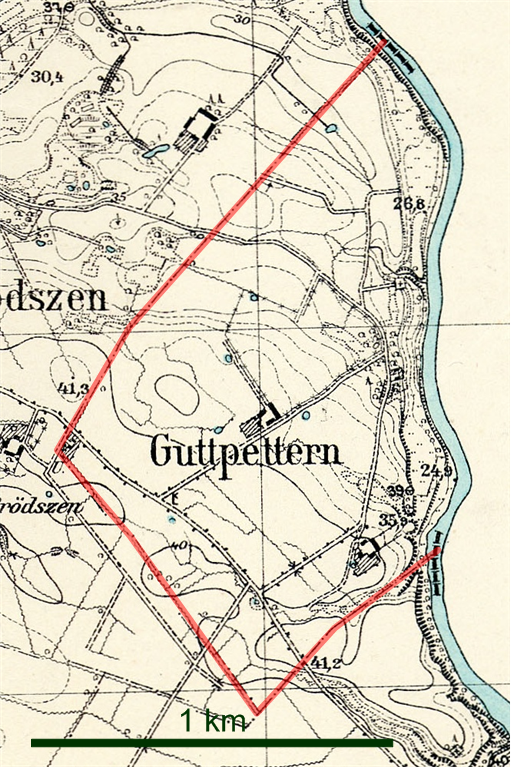
Die Landgemeinde Guttpettern auf einem Messtischblatt von 1927

Der Ort wurde seit 1565 erwähnt und zuerst mit Gutt Petrey, Gutpetter und Gutpetren bezeichnet. Um 1780 war Guttpettern ein königliches Bauerndorf. 1874 wurde die Landgemeinde Guttpettern in den neu gebildeten Amtsbezirk Wisborienen im Kreis Pillkallen eingegliedert. 1938 wurde Guttpettern in Gutpetern umbenannt. 1945 kam der Ort in Folge des Zweiten Weltkrieges mit dem nördlichen Ostpreußen zur Sowjetunion. Einen russischen Namen erhielt er nicht mehr.

### Einwohnerentwicklung
| Jahr | Einwohner | Bemerkungen                 |
| ---- | --------- | --------------------------- |
| 1867 | 31        |                             |
| 1871 | 35        |                             |
| 1885 | 40        |                             |
| 1905 | 17        | davon 10 litauischsprachige |
| 1910 | 17        |                             |
| 1933 | 28        |                             |
| 1939 | 21        |                             |

## Kirche
Guttpettern/Gutpetern gehörte zum evangelischen Kirchspiel Schillehnen. Die katholische Minderheit (1905:2 von 17 Bewohnern) war bis 1930 in Bilderweitschen und dann in Schillehnen eingepfarrt.